# Miramas
Miramas (occitană Miramàs) este un oraș în Franța, în departamentul Bouches-du-Rhône, în regiunea Provence-Alpi-Coasta de Azur. 
1. ↑  répertoire géographique des communes, accesat în 26 octombrie 2015
2. ↑  dataset of postal codes in France, 1 octombrie 2018